# Stanisław Figielski
Stanisław Aleksander Figielski (ur. 26 listopada 1875 w Soczewce, zm. 20 sierpnia 1958 w Płocku) – infułat, zasłużony kapłan diecezji płockiej, jej administrator apostolski i wikariusz generalny. 
W wieku 17 lat wstąpił do seminarium duchownego w Płocku. Święcenia otrzymał w 1897 roku. Pracował jako wikariusz w Rypinie i Przasnyszu. Później (od 1909), aż do śmierci, związany nierozłącznie z Płockiem. Najpierw pracował w seminarium duchownym jako prokurator, był też redaktorem naczelnym tygodnika katolickiego Mazur. W 1923 otrzymał stopień doktora teologii w Rzymie.
W 1940 r. mianowany proboszczem parafii farnej w Płocku. Po uwięzieniu, a następnie śmierci abp. Antoniego Juliana Nowowiejskiego i bp. Leona Wetmańskiego mianowany administratorem apostolskim diecezji płockiej. Funkcję tę pełnił przez 6 lat, do 1946 roku, gdy papież Pius XII mianował biskupem diecezji Tadeusza Pawła Zakrzewskiego. Nowy ordynariusz mianował ks. infułata Figielskiego wikariuszem generalnym diecezji. Pozostawał też nadal proboszczem fary.
Zmarł w 1958 roku, pochowany na cmentarzu parafii farnej.